# Liste der syrischen Botschafter im Vereinigten Königreich
Die syrische Botschaft befindet sich am 8 Belgrave Square in London.
| Ernannt / Akkreditiert | Name                           | Bemerkungen | ernannt von              | akkreditiert bei  | Posten verlassen |
| ---------------------- | ------------------------------ | --- | ------------------------ | ----------------- | ---------------- |
| 1945                   | Najib al-Armanazi              | (* 1897; † 1968) | Schukri al-Quwatli       | Winston Churchill |                  |
| Okt. 1946              | Edmond Homsi                   | (* 1901; † 1972) Februar 1950–1955 Botschafter in Brüssel | Schukri al-Quwatli       | Winston Churchill | Feb. 1950        |
| Feb. 1950              | Fayez al-Khoury                | (* 1893; † 1959) | Haschim Chalid al-Atassi | Winston Churchill | 1954             |
| 1956                   | keine diplomatische Vertretung | das Vereinigte Königreich erklärte der syrischen Regierung in der Sueskrise den Krieg | Schukri al-Quwatli       | Anthony Eden      |                  |
| 18. Feb. 1961          | Muhammad Awad al-Kuni          | Botschafter der Vereinigten Arabischen Republik zu der Syrien bis Dezember 1961 gehörte | Gamal Abdel Nasser       | Harold Macmillan  | 1964             |
| 20. März 1974          | Adnan Omran                    | | Hafiz al-Assad           | Harold Wilson     | 1982             |
| 9. Dez. 1982           | Loutof Allah Haydar            | Lutfallah Haydar (* 1940 in Tartous) verheiratet, drei Kinder, trat 1964 in den auswärtigen Dienst 1965 bis 1967 in London, von 1967 bis 1968 in Bonn, von 1970 bis 1975 in Moskau beschäftigt, 1976 Doktor der klassischen Geschichte des Mittleren Ostens der Moskauer Universität. | Hafiz al-Assad           | Margaret Thatcher | 25. Okt. 1986    |
| 2000                   | Sami Glaiel                    | [ 5 ] | Baschar al-Assad         | Tony Blair        | 2002             |
| 2003                   | Mohammad Mouafak Nassar        | 1996–1999 Botschafter in Islamabad, 11. Juli 2003 Botschafter in Dublin. | Baschar al-Assad         | Tony Blair        |                  |
| Juli 2004              | Sami Khiyami                   | | Baschar al-Assad         | Tony Blair        |                  |